# Harald Heinke
Harald Heinke, (* 15. května 1955 v Eilenburgu, Německá demokratická republika) je bývalý německý zápasník – judista, bronzový olympijský medailista v judu z roku 1980

## Sportovní kariéra
Připravoval se v Lipsku. Jeho hlavním rival v juniorském věku byl krajan Detlef Ultsch. V seniorské reprezentaci se prosazoval od roku 1977 v nově definované polostřední váze. Na vrcholové úrovni však vydržel pouze jedno olympijské období. V roce 1980 odjížděl při neúčasti japonských judistů na olympijské hry v Moskvě jako hlavní favorit na zlatou olympijskou medaili. Ve druhém kole nezvládl zápas s domácím Šotou Chabarelim a přes opravy získal bronzovou olympijskou medaili. Později se věnoval trenérské práci. Jeho nejznámějším svěřencem byl Udo Quellmalz.

## Výsledky
| Turnaj             | 1977             | 1978             | 1979             | 1980             |
| Turnaj             | 22               | 23               | 24               | 25               |
| Turnaj             | polostřední váha | polostřední váha | polostřední váha | polostřední váha |
| ------------------ | ---------------- | ---------------- | ---------------- | ---------------- |
| Olympijské hry     |                  |                  |                  | 3.               |
| Mistrovství světa  |                  |                  | 3.               |                  |
| Mistrovství Evropy | 2.               | 1.               | 1.               | 2.               |